# Nedvedička
Nedvedička är ett vattendrag i Tjeckien.   Det ligger i regionen Vysočina, i den östra delen av landet, 150 km sydost om huvudstaden Prag.